# 소울메이트 (1997년 영화)
《소울메이트》(영어: Soulmates)는 1997년에 개봉한 미국 영화이다.

## KBS 성우진 (2005년 5월 29일)
- 김일 - 딘(재커리 트론)
- 김옥경 - 애나(크리스틴 카바나)
- 이종구 - 윌리엄스(빌 코브스)
- 남궁윤 - 딘의 아버지(C.J. 보)
- 조동희 - 시드
- 정현경 - 젠젠
- 주유랑 - 글로딘(케이시 M. 패닌)
- 안용욱 - 대릴(그레고리 배틀)
- 임성표 - 타이텔바움